# 日本コーンスターチ
日本コーンスターチ株式会社（にほんコーンスターチ、英文社名Nihon Cornstarch corporation.）は、日本の食品メーカー。

## 概要
事業の中核は、コーンスターチや異性化糖等の製造などである。創業は慶応3年で、近年では生分解性プラスチックの製造にも進出している。日本国内のコーンスターチ製造企業としては、日本食品化工 及び 加藤化学とともに大手3社のうちの一つで、売上高は500億円前後の規模を持つが、株式非上場会社であり、倉地家による同族経営が維持されている。

## 沿革
- 1868年（慶応3年） - 愛知県西尾市一色町にて、倉地嘉六により小麦澱粉類製造業を創業。
- 1948年（昭和23年） - 倉地澱粉化学工業合資会社設立。
- 1951年（昭和26年） - 出資金11,000,000円に増額。
- 1952年（昭和27年） - 東京営業所（現東京支店）開設。
- 1953年（昭和28年） - 名古屋営業所（現名古屋支店）を開設。
- 1955年（昭和30年） - コーンスターチの製造開始。
- 1962年（昭和37年） - 日本コーンスターチ株式会社設立。大阪営業所（現大阪支店）開設。
- 1963年（昭和38年） - 日本コーンスターチ株式会社と倉地澱粉化学工業合資会社合併。
- 1966年（昭和41年） - 株式会社安城製油所を買収、製油部門に進出。
- 1967年（昭和42年） - ミワ農産化工株式会社設立、糖化部門に進出。
- 1969年（昭和44年） - グループ会社 中日本グレーンセンター株式会社設立。
- 1972年（昭和47年） - 米国A.E.ステーレー社と化工澱粉に関する技術提携契約締結。グループ会社 衣浦ユーティリティー株式会社設立。
- 1973年（昭和48年） - 本社を名古屋市中区丸の内に移転。
- 1974年（昭和49年） - 愛知県碧南市に衣浦臨海工場操業開始。
- 1975年（昭和50年） - 化工澱粉の製造開始。
- 1979年（昭和54年） -  A.E.ステーレー社と糖化製品に関する全面技術提携契約締結。
- 1980年（昭和55年） - 異性化糖工場、配送センター新設。
- 1989年（平成元年） -  TAPIOKA DEVELOPMENT CORP.,LTDに資本参加。
- 1993年（平成5年） - 生分解性プラスチック製造開始。米国ミシガン州にグループ会社エバーコーン株式会社設立。
- 1997年（平成9年） -  TPM優秀賞第2類受賞[1]。
- 1999年（平成11年） - ISO 9002 認証取得[2]。
- 2000年（平成12年） - ISO 14001 認証取得[3]。
- 2002年（平成14年） - ISO 9001 認証取得[2]。
- 2005年（平成17年） - 本社を東京都港区赤坂に移転。
- 2008年（平成20年） - 医薬品製造業許可証取得。愛知県 HACCP導入施設認定取得。糖化製品モンドセレクション5年連続金賞受賞。
- 2011年（平成23年） - FSSC 22000（英語版） 認証取得。
- 2012年（平成24年） - ISO 22301 認証取得。
- 2013年（平成25年） - ミワ農産化工株式会社を吸収合併。糖化製品モンドセレクション10年連続金賞受賞。
- 2014年（平成26年） - ローカルハラル認証取得。米国シカゴオフィス開設。
- 2015年（平成27年） - 国際的に認証されたハラル認証取得。コーンサラダ油（一斗缶）、難消化性デキストリン「なんでき」発売開始。東京工場起工式実施、工事開始。メイズ自社調達本船、初入港。ハイプロジャム粕製造設備完成。
- 2016年（平成28年） - 衣浦工場メイズ加工累積2,000万トン達成。東京工場倉庫より製品出荷開始。
- 2017年（平成29年） - 米国大使館より ”U.S. Agriculture Hall of Fame” を受賞[4]。米国農産物貿易の殿堂入り。茨城県神栖市に東京工場竣工。代表取締役社長 倉地聡一郎紺綬褒章授章。
- 2018年（平成30年） - 化粧品用コーンスターチ「パールスターチ」販売開始。コーシャ認証取得。糖化製品モンドセレクション15年連続金賞受賞。東京工場異性化糖JAS規格認証取得。
- 2019年（令和元年） - 本社を東京都港区虎ノ門に移転。

## 主な製品
- コーンスターチ
- 糖化製品
- 化工澱粉 Modified starch
- コーンサラダオイル - 子会社の日コン株式会社による製造
- 段ボール用糊
- 生分解性プラスチック - 商品名「エバーコーン」。コーンスターチを主原料としており、愛・地球博会場でも食器として使用された。
- 副産物およびその他関連製品

## 事業所
- 本社 - 〒107-0052 東京都港区赤坂一丁目11番44号 赤坂インターシティ3階 TEL:03-5570-7000(代) / FAX:03- 5570-7001
- イースト東京- 〒107-0052 東京都港区赤坂一丁目11番44号 赤坂インターシティ3階 TEL:03-3589-3061(代) / FAX:03-5570-7001
- ウエスト大阪 - 〒532-0003 大阪府大阪市淀川区宮原四丁目1番45号新大阪八千代ビル8階 TEL:06-6396-8830(代) / FAX:06-6396-8807
- ウエスト名古屋 - 〒450-6036 名古屋市中村区名駅一丁目1番4号 JRセントラルタワーズ36階 TEL:052-433-9333(代) / FAX:052-433-9222
- 受注センター - 〒107-0052 東京都港区赤坂一丁目11番44号 赤坂インターシティ3階  TEL:0120-424-117(代) / FAX:03-5570-7101
- 衣浦事業所 - 〒447-8608 愛知県碧南市玉津浦町1  TEL:0566-42-3131(代) / FAX:0566-48-2282
- 東京工場 - 〒314-0103 茨城県神栖市東深芝2番地10号 TEL:0299-92-5588(代) / FAX:0299- 95-5802

## 関連会社

### 国内
- 日コン株式会社 - コーン油の製造
- 衣浦ユーティリティー株式会社 - 衣浦食品コンビナートの蒸気・電力・水の供給、排水処理
- 中日本グレーンセンター株式会社 - 7万5千トン収容の輸入穀物サイロと、5万トン級船舶（ハンディマックスあるいはパナマックスのバルクキャリア）が接岸可能な岸壁の管理運営

### 海外
- アメリカ イリノイ州
  - EverCorn,Inc - とうもろこしの調達
- タイ
  - TAPIOKA DEVELOPMENT CORP.,LTD. -タピオカ澱粉の製造

## 主な受賞歴
- 2006年 
  - 糖化製品 モンドセレクション国際最高品質賞
- 2007年 
  - イエローコーンスターチ　モンドセレクション 金賞
- 2009年 
  - ホワイトコーンスターチ　モンドセレクション 金賞
  - 異性化液糖　モンドセレクション金賞
  - イエローコーンスターチ　モンドセレクション 金賞（3年連続）、国際最高品質賞
  - 糖化製品　モンドセレクション 金賞（6年連続）
  - 異性化液糖　日本食糧新聞社優秀食品素材賞
- 2011年
  - 米澱粉N.S-200 モンドセレクション 金賞
  - 糖化製品　モンドセレクション 金賞（8年連続）
  - イエローコーンスターチ モンドセレクション 金賞（5年連続）
  - ホワイトコーンスターチ モンドセレクション 金賞（4年連続）[5]。
- 2014年[6]。
  - 糖化製品　モンドセレクション 金賞（11年連続）
  - イエローコーンスターチ モンドセレクション 金賞（8年連続）
  - ホワイトコーンスターチ モンドセレクション 金賞（７年連続）、国際最高品質賞
  - シルバースイート（液状マルトデキストリン）モンドセレクション金賞
- 2015年
  - 糖化製品　モンドセレクション 金賞（12年連続）
  - イエローコーンスターチ モンドセレクション 金賞（9年連続）、国際最高品質賞
  - ホワイトコーンスターチ モンドセレクション 金賞（8年連続）
  - オリゴシラップＭ４０ モンドセレクション 金賞（12年連続）、国際最高品質賞
  - オリゴの甘み モンドセレクション 金賞（2年連続）
- 2017年
  - 糖化製品　モンドセレクション 金賞（14年連続）
  - U.S. Agriculture Hall of Fame受賞
  - 日本コーンスターチ 現代表取締役社長 倉地聡一郎紺綬褒章授章。
- 2018年
  - 糖化製品　モンドセレクション 金賞（15年連続）